# Fidelitas – Suita Lubelska
Fidelitas – Suita Lubelska – polski musical według libretta Jerzego Łysińskiego z muzyką Michała Jurkiewicza i w reżyserii Emilii Sadowskiej. Prapremiera musicalu odbyła się w wersji scenicznej 18 listopada, a w wersji koncertowej 2 grudnia 2017 roku w Teatrze Muzycznym w Lublinie. Musical został stworzony w ramach programów Ministerstwa Kultury i Dziedzictwa Narodowego – „Teatr i Taniec” oraz „Zamówienia Kompozytorskie”, realizowany przez Instytut Muzyki i Tańca, w związku z rocznicą 700-lecia nadania praw miejskich Lublinowi. Premiera spektaklu odbyła się pod patronatem Prezydenta Rzeczypospolitej Polskiej Andrzeja Dudy Tytuł musicalu nawiązuje do dewizy Lublina umieszczonej na sztandarze miasta – „Fidelitatem et Constantiam” (Wiernością i Stałością)

## Treść
Jest rok 1814. Przez ziemie Polski przetoczyły się właśnie wielkie armie. Dla Widzącego z Lublina- Jakuba Izaaka Horowica, wielkiego żydowskiego mistyka owe dni stanowią zapowiedź końca czasów. Rabbi Jakub uważa, że wkrótce nadejdzie oczekiwany długo przez Żydów Mesjasz, a miasto Lublin stanie się Nową Jerozolimą. I wtedy właśnie w drzwiach jego izby pojawia się Demon. Widzący z Lublina prowadzi z Demonem długie rozmowy na temat tego, co zdarzyło się w Lublinie od momentu jego założenia przez Julię, żonę legendarnego władcy Polski Leszka III. Wędrówka w czasie odsłania kolejne epizody z dziejów Lublina i kończy się śmiercią Jakuba. Ten jednak po śmierci pojawia się znowu w Lublinie jako duch opiekuńczy miasta, by pocieszyć młodego Poetę zatroskanego przerażającymi wizjami przyszłości. Fantastyczna historia Widzącego z Lublina, Julii i Poety (Józefa Czechowicza) stała się pretekstem do ukazania w musicalu niezwykle barwnych i dramatycznych dziejów Lublina. Wśród postaci o których opowiada musical oprócz Widzącego z Lublina, Królowej Julii/Demona i Poety pojawiają się także: Leszek Czarny, Mistrz Andrzej -autor polichromii w Kaplicy na Zamku Lubelskim oraz Anna Pustowojtówna. Bohaterem sztuki jest również Baobab, słynna w Lublinie czarna topola z Placu Litewskiego, ścięta w 2017 roku.

## Realizatorzy
- tytuł – Fidelitas -Suita Lubelska
- muzyka – Michał Jurkiewicz
- słowa – Jerzy Łysiński (libretto i teksty piosenek)
- teatr – Teatr Muzyczny w Lublinie
- data premiery – 18 listopada 2017 roku/wersja koncertowa 2 grudnia 2017
- reżyseria i multimedia – Emilia Sadowska
- asystent reżysera – Małgorzata Rapa
- kierownictwo muzyczne/dyrygent – Łukasz Sidoruk
- choreografia – Karol Urbański
- asystent choreografa – Anna Adamczyk
- scenografia – Łukasz Nowak
- kostiumy – Tijana Jovanović
- przygotowanie chóru – Grzegorz Pecka
- światło – Marcin Nogas
- realizacja dźwięku – Łukasz Jakubowski, Piotr Rybczyński

## Obsada

### Partie wokalne
- w roli Demona/Julii: Natalia Skipor, Barbara Gąsienica-Giewont
- w roli Widzącego z Lublina: Marcin Januszkiewicz, Jakub Gąska
- w roli Konserwatora I/Sędziego: Adrian Kieroński
- w roli Konserwatora II/Baobabu: Małgorzata Rapa
- w roli Konserwatora III/Matki I/Wrony I: Dorota Skałecka
- w roli Słowianki I/Matki II: Patrycja Baczewska
- w roli Słowianki II: Iwona Sawulska
- w roli Litwina: Paweł Maciałek, Jakub Gąska
- w roli Wrony II: Paweł Maciałek, Jakub Gąska
- w roli Robotnika: Jarosław Cisowski
- w roli Światła: Anna Barska, Natalia Skipor
- w roli Poety: Jan Zegar

### Soliści baletu
- w roli Demona: Chisato Ishikawa, Sofiya Kiykovska
- w roli Archanioła: Kostiantyn Maiorov, Maciej Marczak
- w roli Julii: Agata Grabałowska, Klaudia Połeć, Sandra Czaplicka
- w roli Juliusza Cezara: Wojciech Pyszniak
- w roli Lestka: Vitali Iemelianenkov, Igor Ogyrenko, Maciej Marczak
- w roli Luby: Małgorzata Franek, Anna Adamczyk
- w roli Siostry I: Sofiya Kiykovska, Olga Pikovska, Agata Grabałowska, Klaudia Połeć
- w roli Siostry II Olga Pikovska, Sofiya Kiykovska, Agata Grabałowska, Klaudia Połeć
- w roli Anny: Sandra Czaplicka, Anna Adamczyk
- w roli Chłopca w niebieskiej koszulce: Dawid Urbaniak, Kacper Urbaniak

### Balet
- Balet Teatru Muzycznego w Lublinie (w roli Konserwatorów)

### Chór
- Chór Teatru Muzycznego w Lublinie (jako Mieszkańcy Lublina)

### Orkiestra
- Orkiestra Teatru Muzycznego w Lublinie

### Zespół muzyczny (premiera)
- Grzegorz Kuligowski -perkusja
- Michał Wąsik -gitara basowa
- Piotr Bogutyn -gitara elektryczna
- Rafał Czarnacki -instrumenty klawiszowe
- Michał Jurkiewicz -instrumenty klawiszowe

## Lista utworów
Uwertura
1. „Julia i Lestek”
2. „Sen Leszka Czarnego (1282)”
3. „Lokacja (1317)”

Akt I
1. „Mistrz Andrzej (1418)”
2. „Lubelski Parnas – Scherzo”
3. „Dwie Siostry (1569)”
4. „Diabeł w Trybunale (1637)”
5. „Pożar Lublina (1719)”

Akt II
1. „Widzący z Lublina (1814)”
2. „Anna (1861)”
3. „Baobab 1918 (7.XI. 1918)”
4. „Dies Irae (1939)”
5. „Lux aeterna (1944)”
6. „Lubelska zaraza (1980)”
7. „Powrót Julii”
8. „Fidelitas et Constantia”